# Glen Gondrezick
Glen Michael Gondrezick (* 30 de agosto de 1955 en Boulder, Colorado – † 27 de abril de 2009 en Henderson, Nevada) fue un jugador de baloncesto estadounidense.

## Carrera
Fue jugador NBA desde 1977 a 1983 en los New York Knicks y Denver Nuggets. Gondrezick jugó en la posición de escolta y alero y se formó en la  Universidad de Nevada, Las Vegas (UNLV).

## Vida personal
Es hermano del también jugador profesional Grant Gondrezick (1963-2021).